# Danh sách công ty Internet lớn nhất
Đây là một danh sách liệt kê các công ty Internet lớn nhất trên thế giới dựa trên doanh thu và giá trị vốn hóa thị trường. Danh sách này chỉ tính các công ty chấm-com, được định nghĩa là một công ty thực hiện đa số thương vụ trên Internet, với doanh thu vượt trên 1 tỷ USD, không tính các  nhà cung cấp dịch vụ Internet hay các công ty công nghệ thông tin khác. Để xem danh sách tổng quát hơn về các công ty IT, xem danh sách các công ty công nghệ lớn nhất.

## Danh sách
| Hạng | Công ty    | Công ty        | Ngành              | Doanh thu | Tài chính của năm | Số nhân viên | Giá trị vốn hóa thị trường | Trụ sở                    | Chú thích     |
| ---- | ---------- | -------------- | ------------------ | --------- | ----------------- | ------------ | -------------------------- | ------------------------- | ------------- |
| 1    | Hoa Kỳ     | Amazon         | Thương mại điện tử | $74.45    | 2014              | 117,300      | $160.49                    | Seattle, WA, Hoa Kỳ       | [ 1 ]         |
| 2    | Hoa Kỳ     | Google         | Tìm kiếm           | $59.82    | 2014              | 47,756       | $380.64                    | Mountain View, CA, Hoa Kỳ | [ 2 ]         |
| 3    | Hoa Kỳ     | eBay           | Thương mại điện tử | $16.05    | 2014              | 31,500       | $68.51                     | San Jose, CA, Hoa Kỳ      | [ 3 ]         |
| 4    | Trung Quốc | Tencent        | Xã hội             | $9.91     | 2014              | 25,517       | $65.01                     | Thâm Quyến, Trung Quốc    | [ 4 ]         |
| 5    | Hoa Kỳ     | Facebook       | Xã hội             | $7.87     | 2014              | 6,337        | $160.03                    | Menlo Park, CA, Hoa Kỳ    | [ 5 ]         |
| 6    | Nhật Bản   | Rakuten        | Thương mại điện tử | $5.56     | 2014              | 10,867       | $13.06                     | Tokyo, Nhật Bản           | [ 6 ] [ 7 ]   |
| 7    | Hoa Kỳ     | Priceline.com  | Du lịch            | $5.26     | 2014              | 8,000        | $35.58                     | Norwalk, CT, USA          | [ 8 ] [ 9 ]   |
| 8    | Hoa Kỳ     | Yahoo          | Cổng điện tử       | $4.68     | 2014              | 12,200       | $35.58                     | Sunnyvale, CA, Hoa Kỳ     | [ 10 ]        |
| 9    | Trung Quốc | Baidu          | Tìm kiếm           | $3.54     | 2014              | 21,800       | $29.75                     | Bắc Kinh, Trung Quốc      | [ 11 ] [ 12 ] |
| 10   | Hoa Kỳ     | Salesforce.com | Điện toán đám mây  | $3.05     | 2014              | 12,000       | $25.85                     | San Francisco, CA, Hoa Kỳ | [ 13 ] [ 14 ] |
| 11   | Nga        | Yandex         | Search             | $1.21     | 2013              | 5,514        | $8.45                      | Moskva, Russia            | [ 15 ]        |